# Karambi (Tanzania)
Karambi è una circoscrizione rurale (rural ward) della Tanzania situata nel distretto di Muleba, regione del Kagera. 
La sua popolazione è di 19 059 abitanti (censimento 2012).